# Viešvilė
Viešvilė (deutsch Wischwill, russisch Вешвиле (Weschwile)) ist ein „Städtchen“ (litauisch miestelis) im litauischen Bezirk Tauragė (Tauroggen), gehört zur Rajongemeinde Jurbarkas (Georgenburg) und bildet einen eigenen Amtsbezirk (litauisch: Seniūnija) mit 16 Orten.

## Geographische Lage
Viešvilė liegt 31 Kilometer östlich von Sowetsk (Tilsit) am rechten Ufer der Memel, die hier die Grenze zwischen Litauen und Russland bildet und in die das gleichnamige Flüsschen Viešvilė (Wischwill) mündet. Der Ort liegt an der litauischen Hauptstraße KK 141, die von Kaunas über Jurbarkas und Šilutė (Heydekrug) nach Klaipėda (Memel) führt. Zwischen 1902 und 1944 hatte das Dorf zwei Bahnstationen (Wischwill West und Wischwill Ost) an der Bahnstrecke Pogegen–Mikieten–Schmalleningken (litauisch: Pagėgiai–Mikytai–Smalininkai) der Kleinbahn Pogegen–Schmalleningken.

## Geschichte

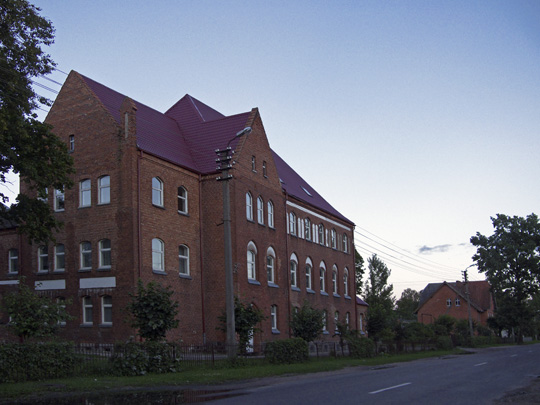
Das frühere Wischwiller Amtsgerichtsgebäude in Viešvilė

Das frühere Dorf Wischwill war im einstigen Ostpreußen ein kultureller, kirchlicher und wirtschaftlicher Mittelpunkt einer großen Region auf beiden Seiten der Memel. Im Jahre 1910 zählte die Landgemeinde 1528 Einwohner, im Jahre 1925 waren es noch 1410. Wischwill gehörte bis 1922 zum Kreis Ragnit, zwischen 1922 und 1939 zum Kreis Pogegen im Memelland, und danach bis 1945 zum Landkreis Tilsit-Ragnit im Regierungsbezirk Gumbinnen der preußischen Provinz Ostpreußen. Der Ort war Amtssitz und namensgebend für einen Amtsbezirk mit zuletzt sieben Dörfern:
| Deutscher Name      | Litauischer Name |
| ------------------- | ---------------- |
| Antgulbinnen        | Antgulbiniai     |
| Antuppen            | Antupiai         |
| Baltupönen          | Baltupėnai       |
| Kallwehlen          | Kalveliai        |
| Pagulbinnen         | Palgubiniai      |
| Wischwill           | Viešvilė         |
| ab 1937: Abschruten | Apšriūtai        |

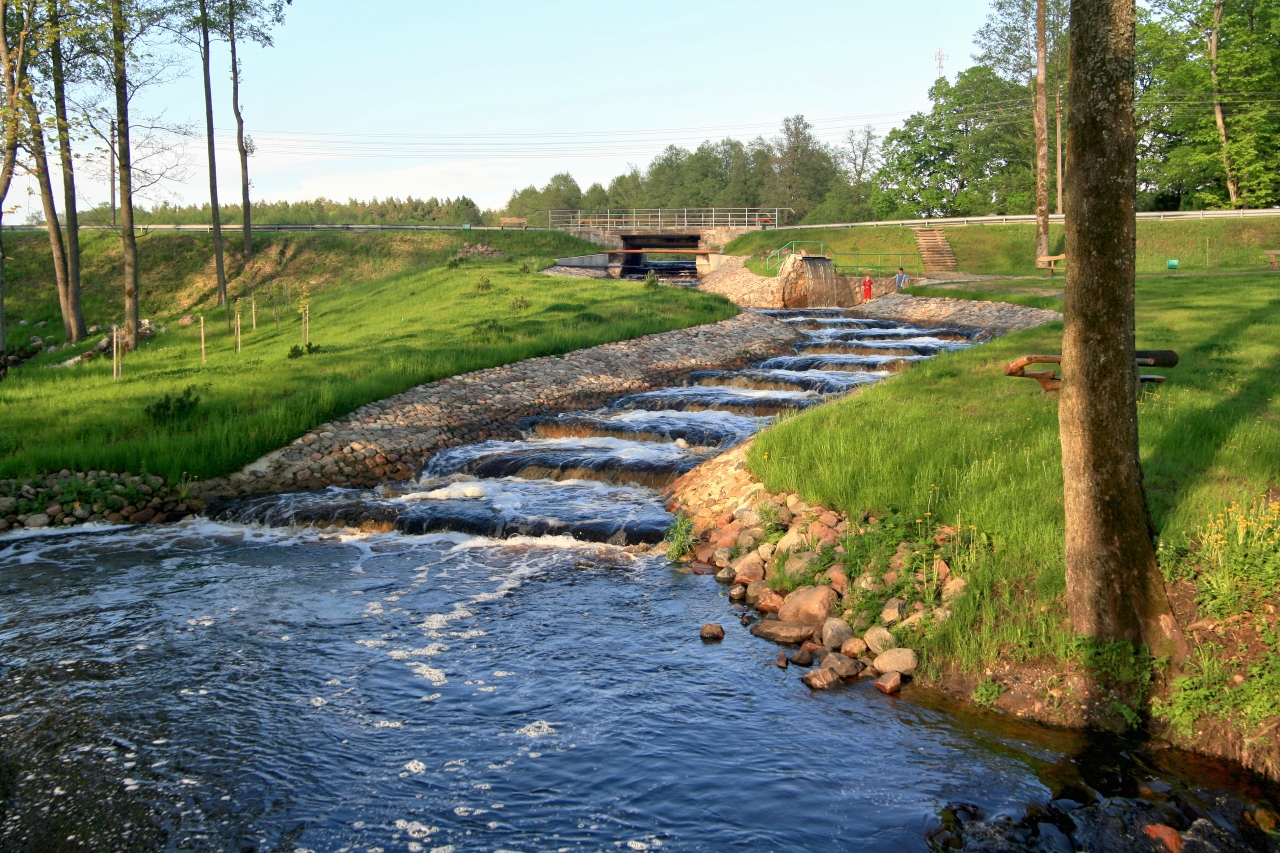
Fischtreppe in Viešvilė im Jahre 2010

Zu Wischwill gehörte ein Gut, daneben aber auch mehrere größere Betriebe wie Wassermühlen, Sägewerke, eine Papierfabrik, ein Walkwerk und eine Messingschmiede. Lange Zeit war das Dorf ein wichtiges Industriezentrum rechts der Memel, bis die industrielle Revolution andere diesbezügliche Zentren in den Ballungsgebieten schuf. Kleinere mittelständische Betriebe ergänzten das Angebot: eine Molkerei, eine Käserei, drei Schmieden, mehrere Tischlereien und Stellmacherbetriebe. Außerdem war Wischwill ein Zentrum der Memelschifffahrt mit großen Lastkähnen und Boydaks.
Den Zweiten Weltkrieg überstand Wischwill mit einigen Blessuren. Als das nördliche Gebiet Ostpreußens jenseits der Memel zur Litauischen Sozialistischen Sowjetrepublik der Sowjetunion kam, gingen etliche Gebäude und kulturelle Einrichtungen verloren. Die während der Kriegshandlungen beschädigten bedeutenden Gebäude wurden nicht erneuert, sondern einfach abgetragen. Dazu gehörte auch die evangelische Pfarrkirche. In den Folgejahren orientierte sich Viešvilė verwaltungstechnisch an Jurbarkas und ist heute ein Städtchen in der Rajongemeinde Jurbarkas im Bezirk Tauragė.

## Kirche

### Evangelisch

#### Pfarrkirche
Seit 1517 gab es in Wischwill eine evangelische Kirche, deren Bauplatz Herzog Albrecht selber ausgesucht haben soll. 1734 bis 1737 entstand eine neue massive Kirche. Nach einem Brand 1808, wohl ausgelöst durch einen Blitzschlag, der den Turm vernichtete, baute man 1811 die Kirche als Feldsteinbau mit Fachwerkgiebeln wieder auf. Der Turm mit Uhr und Glocken kam erst 1895 hinzu. Die Kirche wurde in den ersten Jahren der Sowjetzeit abgetragen. Heute erinnert ein Gedenkkreuz an den ehemaligen Standort der Pfarrkirche.

#### Kirchengemeinde
Die evangelische Kirchengemeinde in Wischwill wurde 1517 gegründet und gehörte zunächst zur Inspektion Insterburg (heute russisch: Tschernjachowsk). Das große Kirchspiel wurde im Laufe der Jahrhunderte aufgrund der Abtrennung neuer Pfarrgemeinden verkleinert. Im Jahre 1925 zählte die Wischwiller Kirchengemeinde 3000 Gemeindeglieder, die in nahezu 20 Ortschaften und Wohnplätzen lebten. Die Kirche war patronatlos. Im 20. Jahrhundert gehörte sie zum Kirchenkreis Ragnit, später dann zum Kirchenkreis Pogegen in der Kirchenprovinz Ostpreußen bzw. im Landessynodalverband Memelland der Kirche der Altpreußischen Union.
Die heute in Viešvilė lebenden evangelischen Kirchenglieder sind jetzt der Pfarrgemeinde in Vilkyškiai (Willkischken) in der Evangelisch-lutherischen Kirche in Litauen zugeordnet.

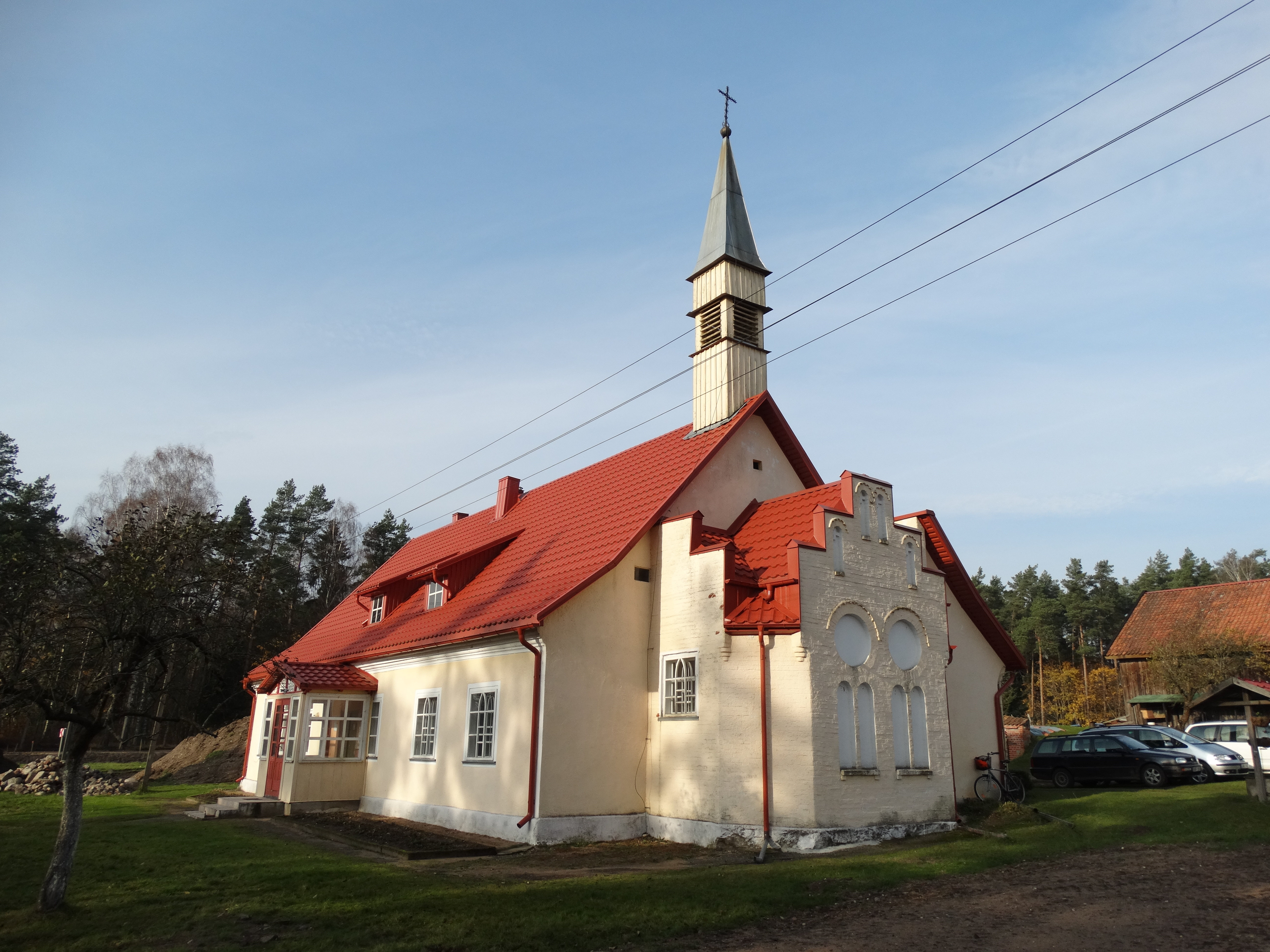
Die katholische Kirche in Viešvilė

### Katholisch
Im Ortsteil Ridelkalnis|Riedelsberg (litauisch: Ridelkalnis) gab es seit 1863 eine katholische Gemeinde. Die heutige Kirche der Verklärung Christi befindet sich in einem 1863 dafür hergerichteten Gebäude nördlich des Ortes am Waldrand. Bis 1945 war die Gemeinde Teil der Freien Prälatur Memel im Bistum Ermland. Heute gehört sie zum Dekanat Šilutė (Heydekrug) im Bistum Telšiai (Telschen) der Römisch-katholischen Kirche in Litauen.

## Persönlichkeiten

### Aus Wischwill/Viešvilė gebürtig
- Mira Oberholzer-Gincburg (1884–1949), Schweizer Ärztin, Psychoanalytikerin und Pionierin der Kinderpsychoanalyse in der Schweiz
- Alfonsas Macaitis (* 1956), litauischer Politiker

### Mit dem Ort verbunden
- Paul Brock (1900–1986), deutscher Seemann und Schriftsteller, lebte bis 1914 auf dem Gut in Wischwill

## Amtsbezirk Viešvilė

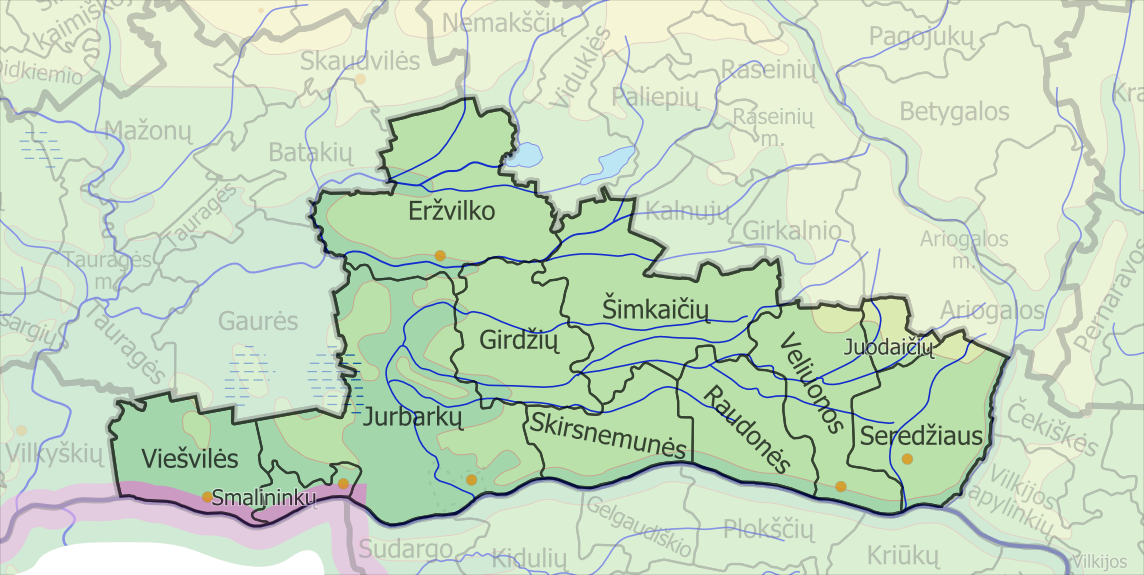
Die Lage des Amtsbezirks Viešvilė im Südwesten der Rajongemeinde Jurbarkas

Seit 1995 besteht die Viešvilės seniūnija, die zur Rajongemeinde Jurbarkas gehört. Im Amtsbezirk sind neben dem Städtchen Viešvilė zehn Dörfer und drei Einsitze (lit. viensėdis) mit insgesamt 1.076 Einwohnern auf einer Fläche von 120,6 km² zusammengeschlossen (Stand 2011). Der Amtsbezirk ist seit 2009 in die fünf Unterbezirke (lit. Seniūnaitija) Drūtgalio seniūnaitija, Jūravos seniūnaitija, Ridelkalnio seniūnaitija, Užupio seniūnaitija und Vidurio seniūnaitija eingeteilt. Zum Amtsbezirk gehören (die beiden mit * versehenen Orte sind verlassen):
| Ortsname     | deutscher Name | Status    | Unterbezirk |
| ------------ | -------------- | --------- | ----------- |
| Antiupiai    | Antuppen       | Dorf      | Jūrava      |
| Apšriūtai    | Abschruten     | Dorf      | Jūrava      |
| Baltupėnai*  | Baltupönen     | Dorf      |             |
| Išdagai      | Isztaggis      | Dorf      | Jūrava      |
| Jūrava       | Jura           | Dorf      | Jūrava      |
| Kalveliai    | Kallwehlen     | Dorf      | Jūrava      |
| Leipgiriai   | Leibgirren     | Dorf      | Jūrava      |
| Naumalūnis   | Neumühl        | Einsitz   | ?           |
| Pagulbiniai  | Pagulbinnen    | Dorf      | Ridelkalnis |
| Ridelkalnis  | Riedelsberg    | Dorf      | Ridelkalnis |
| Smaladaržis* | Smalodarßen    | Einsitz   |             |
| Viešvilė     | Wischwill      | Städtchen | [ 11 ]      |
| Vilkdaubis   | Wolfsgrund     | Einsitz   | Jūrava      |
| Žardeliai    | Szardehlen     | Dorf      | Jūrava      |